# 張鴻遠
張鴻遠，字子駿、號致夫，河南中牟縣人，清朝政治人物。

## 生平
咸豐元年（1851年）河南鄉試中舉第一（解元）。同治元年（1862年）壬戌科進士，改庶吉士。同治二年，任翰林院編修。同治十三年，任會試同考官。光緒七年，任陝西道監察御史。光緒八年，任掌陝西道監察御史。